# Peter Gojowczyk
Peter Gojowczyk (født 15. juli 1989 i Dachau, Vesttyskland) er en professionel tennisspiller fra Tyskland.